# Bielakowszczyzna
Bielakowszczyzna (biał. Белякоўшчына) – wieś na Białorusi, w obwodzie grodzieńskim, w rejonie grodzieńskim, w sielsowiecie Skidel.

## Historia
Dawniej w województwie trockim Rzeczypospolitej Obojga Narodów. W czasach zaborów w granicach Imperium Rosyjskiego, w guberni grodzieńskiej. W latach 1921–1939 wieś i osada młyńska leżała w Polsce, w województwie białostockim, w powiecie grodzieńskim, w gminie Porzecze. 
Według Powszechnego Spisu Ludności z 1921 roku zamieszkiwało tu 340 osób, 13 było wyznania rzymskokatolickiego, 316 prawosławnego a 11 mojżeszowego.  Jednocześnie 13 mieszkańców zadeklarowało polską przynależność narodową, 321 białoruską a 6 żydowska. Było tu 57 budynków mieszkalnych.
Miejscowość należała do parafii prawosławnej w Hołowaczach i rzymskokatolickiej w Kaszubińcach. Podlegała pod Sąd Grodzki w Skidlu i Okręgowy w Grodnie; właściwy urząd pocztowy mieścił się w Skidlu.
W wyniku napaści ZSRR na Polskę we wrześniu 1939 miejscowość znalazła się pod okupacją sowiecką. 2 listopada została włączona do Białoruskiej SRR. 4 grudnia 1939 włączona do nowo utworzonego obwodu białostockiego. Od czerwca 1941 roku pod okupacją niemiecką. 22 lipca 1941 r. włączona w skład okręgu białostockiego III Rzeszy. W 1944 miejscowość została ponownie zajęta przez wojska sowieckie i włączona do obwodu grodzieńskiego Białoruskiej SRR.
Od 1991 wchodzi w skład Białorusi.
W 1898 w Bielakowszczyźnie urodził się Jan Jośkiewicz (zm. 1964) – generał porucznik Armii Radzieckiej, generał dywizji Wojska Polskiego.